# Petroglifos de Lengo
El antiguo yacimiento de arte rupestre de Lengo se encuentra en la región de Bakouma, en la República Centroafricana.

## Descripción del lugar
El pueblo de Lengo se encuentra en la carretera de Yalinga, a 3 km de Bakouma. El yacimiento de grabados se encuentra a la derecha de esta carretera, a 1  km al este del pueblo. Ocupa una enorme losa de laterita de más de 200 m de longitud, cubierta por una capa de tierra vegetal traída por la erosión y la descomposición de la vegetación. Son más de 500 imágenes.
Los grabados se dividen en tres grupos:
- Animales
- Armas
- Varios otros signos.

Un censo reveló los siguientes tipos de dibujos y abundancias: Animales:
- Ocho antílopes, el más bonito mide 1,50 m de largo; muy cerca de su lomo están grabados una lanza y dos cuchillos de lanzamiento; otros dos son de menor calidad.
- Felino, dos con cabeza redonda y cola larga levantada.
- Cinco animales muy estilizados y mal conservados, imposibles de identificar.
- Dos pájaros de buen tamaño, quizás avutardas en posición de apareamiento.

El papel de los humanos en los juegos: Una figura que ha movido las patas hacia un lado, de tronco corto y macizo sobre el que los brazos son señalados por dos rasgos; tiene una cabeza de pájaro muy pequeña que, según la información adquirida en el lugar, sería una máscara ritual. Los contornos de esta silueta están dados por un rasgo pulido, amplio pero poco profundo.
Armas y objetos varios: Las presentaciones de armas son las más numerosas:
- Dieciséis lanzas con fustes muy largos.
- Una flecha con un eje corto.
- Cuatro veintiún cuchillos de lanzamiento donde se pueden identificar treinta tipos diferentes. Algunas personas son muy simples, derechas y dobladas hacia atrás, otras, al contrario, en las numerosas ramas muestran una búsqueda ornamental o ritual y llevan rizos, ganchos y muescas. Para la mayoría son más complejos.
- Una calabaza provista de una cuerda que forma un rizo. El interior de los dibujos está finamente replanteado, el cuello y los contornos bien marcados fueron realizados por un rasgo cuidadosamente pulido. Este objeto doméstico sirve incluso en la región de Bakouma para el transporte y la conservación de agua en la actualidad en pequeña cantidad.

## Estado de Patrimonio Mundial
Este sitio fue añadido a la Lista Tentativa del Patrimonio de la Humanidad de la UNESCO el 11 de abril de 2006 en la categoría Cultural.